# Sojuz 6
Sojuz 6 je poletio u sklopu misije koju je trebao izvesti s Sojuzom 7 i Sojuzom 8 istovremeno u orbiti, noseći 7 kozmonauta. Posadu su činili Georgij Šonin i Valerij Kubasov. Zadatak posade Sojuza 6 je bilo snimanje spajanje Sojuza 7 i 8 u visokoj kvaliteti. Sojuz 6 nije uspio izvršiti svoju misiju jer su na sve tri letjelice zakazali sustavi za približavanje i spajanje.
Uzrok kvara na sustavu spajanja nikad nije utvrđen. Nagađa se da je uzrok zakazivanju gubitak helija iz modula s elektroničkim komponentama nužnim za spajanje.
Nakon neuspješnog spajanja, posada se okrenula drugim zadatcima. Najvažniji od njih je bilo zavarivanje u Svemiru. Testirane su tri metode zavarivanja: elektronskim mlazom, plazmenim lukom i električnim lukom. Pokazalo se da varovi u Svemiru nisu po ničemu lošiji od onih na Zemlji.